# 哈通奧爾科山 (阿科馬約省)
13°52′19″S 71°43′55″W / 13.87194°S 71.73194°W
哈通奧爾科山（Hatun Urqu），是秘魯的山峰，位於該國南部庫斯科大區的阿科馬約省，屬於安第斯山脈的一部分，該山峰的海拔高度為4,200米。